# Хити, Горазд
Горазд Хити (словен. Gorazd Hiti; род. 12 августа 1948, Есенице) — югославский хоккеист и словенский хоккейный тренер. Брат хоккеиста Руди Хити.

## Биография
Известен по выступлениям в чемпионате Югославии за клубы «Краньска-Гора», «Акрони Есенице» и «Олимпия» (Любляна), выступал за команду из Есенице со своим братом Руди. В 1970-е годы благодаря выступлению братьев словенские болельщики сложили кричалку «Руди Хити, Горазд Хити, гол, гол, гол!» (словен. Rudi Hiti, Gorazd Hiti, gol, gol, gol!). Выступал также в клубах Италии.
За сборную Югославии провёл 191 игру, отметившись 94 шайбами (2-е место в рейтинге бомбардиров по шайбам). Выступал на Олимпийских играх 1976 и 1984 годов, на Олимпиаде в Сараево отметился двумя заброшенными шайбами (в матчах против сборных Италии и Польши) и одной голевой передачей (в матче против Италии).
В течение 20 лет после завершения карьеры работал в итальянских клубах («Ренон», «Фельтре», «Фасса», «Лачес», «Перджине»), тренируя детские команды. Тренировал клубы «Блед», молодёжные сборные Словении и Сербии. С 2007 года член Словенского хоккейного зала славы.